# Павия (станция)
Железнодорожная станция Павия (итал. Stazione di Pavia) — главная железнодорожная станция итальянского города Павия. Является частью железной дороги Милан-Генуя.
В настоящее время станция управляется Rete Ferroviaria Italiana. Коммерческая зона пассажирского здания управляется Centostazioni. Поезда обслуживаются оператором Trenitalia. Каждая из этих компаний является дочерней компанией Ferrovie dello Stato Italiane.

## История
Станция была открыта 10 мая 1862 года после одновременного завершения двух участков железнодорожной линии Милан–Павия и Павия–Алессандрия. Открытие этих двух участков линии впервые сделало возможным путешествие на поезде между Миланом и Генуей.
Недавние работы по реконструкции вокзала были выполнены в основном в пассажирском здании. Вестибюль стал более просторным и комфортным за счет удаления стен, разделяющих зал ожидания и вестибюль. Теперь это пространство оборудовано сиденьями, местными торговыми точками и другими службами. Также было заменено освещение и были сделаны соответствующие технические изменения для соответствия требованиям законодательства. Были удалены архитектурные барьеры, реконструированы общественные удобства, а в подземном переходе и на платформах установлены новые лифты. Также было проведено плановое техническое обслуживание штукатурки, восстановлены окна и навесы.

## Описание
Здание состоит из трех частей. Центральная часть расположена на двух этажах. На нулевом этаже здание имеет пять арок, которые обеспечивают доступ к зданию. Наверху фасада здания находятся станционные часы. Две другие части здания имеют структуру, очень похожую друг на друга. Они простираются симметрично от центрального корпуса и имеют шесть арок. В этих двух частях размещаются местные технические и коммерческие помещения.
Раньше на станции располагался товарный двор с прилегающим к нему товарным ангаром. Позднее двор был разобран, а ангар переоборудован для использования в качестве склада.
На станции расположено 5 пассажирских платформ. Также есть еще два пути, которые используются для грузовых поездов или для кратковременного хранения техники, задействованной в техническом обслуживании линии.

## Услуги поездов
Ежегодно через станцию проходит около 8,7 миллионов пассажиров.